# Jean Adagbenon
Jean Adagbénon Honfo, connu sous le nom de Jean Adagbénon, est un artiste chanteur béninois, auteur-compositeur et percussionniste. Né en 1966 à Azowlissê, dans la commune de Adjohoun au Bénin. 

## Discographie
- Bernardo sandoval palan't en 2006
- Négriluz en 2004
- Océanique compilation sortie par l'Institut français en 2001
- les mélodies du Bénin sortie par RFI en 2003
- Yopo tché en 1998
- Ilé en 2000
- Zéïaga en 2004
- Cè bo en 2007
- Pour ta gloire Seigneur en 2011[2]

### Parcours
Jean Adagbenon mène un parcours de jazz, du rock et même du flamenco. Il a fondé le groupe Jaya (éclate toi, en langue nationale fon). Dans ses compositions, il manie les rythmes et les genres dans leurs diversités,.